# Col du Somport
De Col du Somport is een col in de Pyreneeën op de Spaans-Franse grens op 1632 meter hoogte. Er kan op die hoogte sneeuw liggen van eind oktober tot eind mei. De pas is echter zelden gesloten.

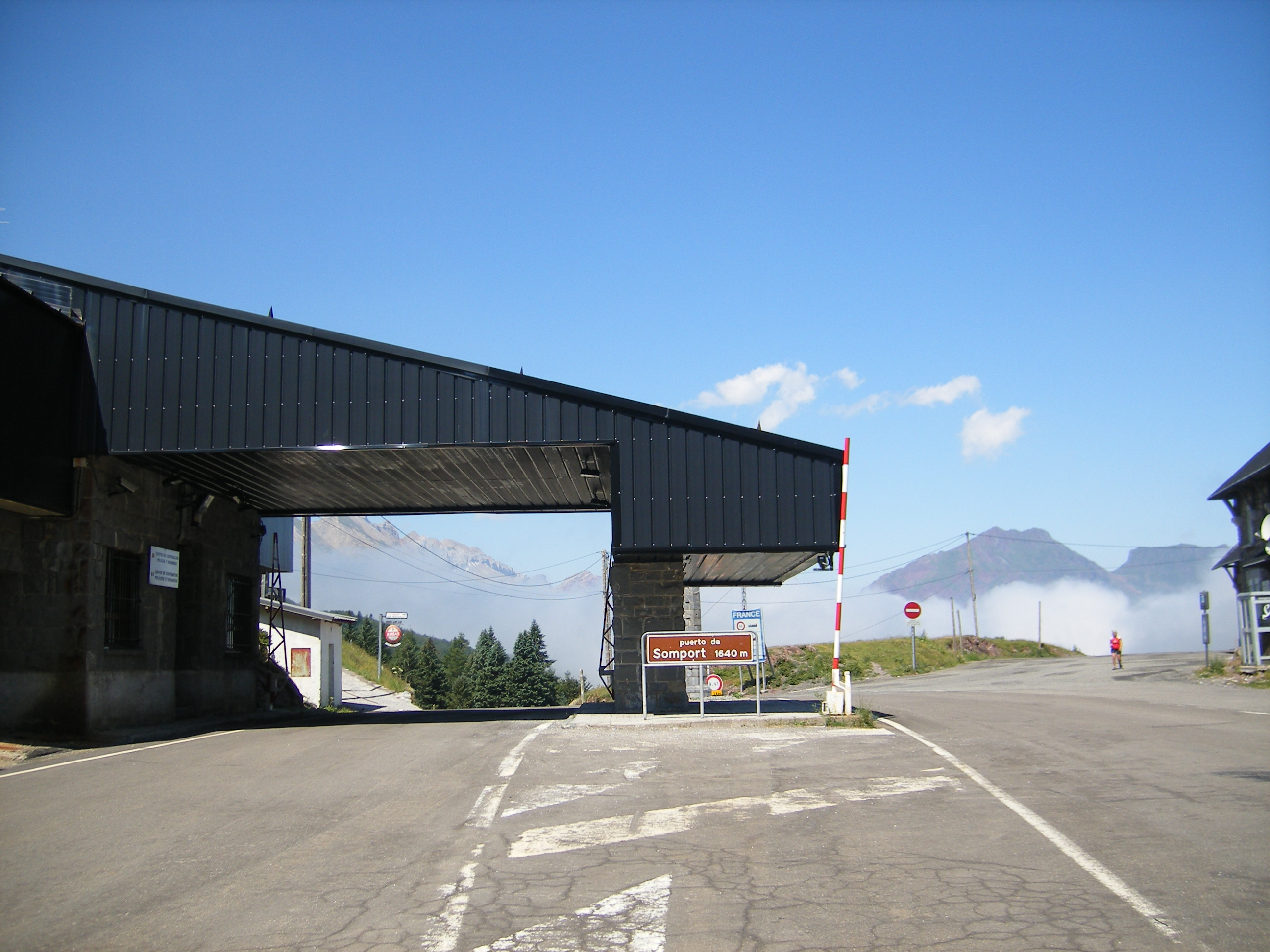
Col du Somport

In het Occitaans betekent som "top" en port "haven"; die woorden zijn afgeleid van het Latijn: summus en portus. De Col du Somport was een van de drukste bergovergangen in de Pyreneeën en werd gebruikt door soldaten, handelslieden en pelgrims. Het was de pas op de Via Tolosana van Oloron-Sainte-Marie in Frankrijk naar Aragon. De Somport markeert de grens tussen de Westelijke en de Centrale Pyreneeën. Onder de pas ligt een wegtunnel en een spoorwegtunnel. De laatste is buiten gebruik. De tunnel maakt deel uit van de Europese weg 7 van Pau naar Zaragoza.

## Topografie
De pas vormt de laagste pas over de Pyreneeën tussen de Port de Larrau en de Coll de la Perxa. Deze laatste ligt meer dan 200 kilometer naar het oosten. De nabije Col de la Pierre Saint-Martin en Portalet zijn hoger.

## Geschiedenis

### Militaire geschiedenis
Er lag al een Romeinse weg, bekend als Via Tolosana. In de loop van de 4e en 5e eeuw, rukten de Vandalen en de Visigoten over deze redelijk gemakkelijk pas vanuit Frankrijk op naar Spanje. De weg werd in de 8e eeuw gebruikt door de Moren in hun pogingen Frankrijk te veroveren. In de 16e eeuw legden de Habsburgers op de col vestingwerken aan tegen Franse invasies; er kwamen echter pas tijdens de Spaanse onafhankelijkheidsoorlog in 1808 en 1812-13 Franse invasies door legers van Napoleon. In 1814 verlieten de Fransen over dezelfde pas Spanje weer na de nederlaag tegen het Spaanse leger.

### Geschiedenispelgrimsroute
De col was in het begin ongetwijfeld de meest gebruikte route voor de pelgrims naar Santiago de Compostela. Maar begin 12e eeuw kreeg men in Navarra en Baskenland de roversbenden onder controle en werden die gebieden zo veilig, dat de gemakkelijkere en sindsdien ook veiligere route over de Col van Roncesvalles de voorkeur kreeg. Van de vier historische hoofdroutes door Frankrijk gaat slechts de Weg van Arles nog over de Col de Somport, die buiten het moderne klooster Ermita del Pilar uit 1995 weinig aan de pelgrims te bieden heeft. Het is dan nog 840 km naar Santiago de Compostela.

### Recente geschiedenis
De col is nu een belangrijk knooppunt van wegen in de Franse en Spaanse Pyreneeën tussen de vallei van Aragon en de vallei van Aspe. In 1928 werd een spoorlijn van Canfranc (Spanje) naar Pau (Frankrijk) geopend, maar na een ongeluk met een goederentrein op 27 maart 1970, is de spoorlijn weer opgeheven.
Op 7 februari 2003 is de Somporttunnel onder de Pyreneeën door geopend. Deze tunnel is 8,6 km lang, heeft bijna 160 miljoen euro gekost voor het Spaanse gedeelte en 91,5 miljoen voor het Franse gedeelte. Vooral aan Franse zijde is tegen de aanleg van de tunnel veel protest gekomen en men heeft tijdens de bouw bewaking in moeten zetten.

## Sport
Rondom de col loopt een langlaufloipe van 35 km, deels in Spanje, deels in Frankrijk. Het Spaanse skigebied van Candanchú reikt tot vlak aan de Col.

## Bron
Dit artikel is geheel of gedeeltelijk een vertaling van fr:Col du Somport.